# سیرک عجایب

طرح روی جلد نسخه آمریکایی

سیرک عجایب (به انگلیسی: Cirque du Freak) داستانی نوشته دارن شان از سری قصه‌های سرزمین اشباح (اولین جلد) است.
این کتاب در گروه رمان تخیلی نوجوانانه، کمی ترسناک رده‌بندی شده‌است. جی‌کی‌رولینگ خواندن این کتاب را به دوست داران هری پاتر توصیه کرده‌است.

## نسخه فارسی
این کتاب توسط سوده کریمی به زبان فارسی ترجمه و در ۲۵۹ صفحه توسط انتشارات قدیانی (کتاب‌های بنفشه) چاپ و منتشر شده‌است.

## داستان
دارن شان نوجوانی عاشق عنکبوتها و فیلم‌های ترسناک و تخیلی است. او در مدرسه سه دوست صمیمی دارد.تامی جونز و آلن موریس دو تا از آن‌ها هستند ولی صمیمی‌ترین دوستش استیو لئونارد است که به او استیو لئوپارد(یعنی پلنگ)میگویند. این چهار دوست متوجه حضور سیرکی غیرقانونی به نام سیرک عجایب می‌شوند و همه آن‌ها علاقه‌مند به رفتن به این سیرک می‌شوند اما...